# Месно руло
Месно руло е вид ястие от смляно месо, смесено с други съставки, оформено в продълговата форма и изпечено на фурна. Приготвя се от всякаква кайма (или смес), например телешка, говежда, свинска, агнешка, еленска, пуешка, пилешка и дори от морски дарове.
Готовото руло може да бъде нарязано на филии, за да се направят отделни порции. За да не е сухо ястието понякога се сервира със сос, или се пече увито в бекон (или шунка), както и се използват различни плънки като месо, сирене, варено яйце или различни видове зеленчуци.
Модерен вариант е и безмесно веган „месно руло“.

## История
Месното руло от кълцано месо се споменава още в римския сборник от рецепти Apicius през V век. Месното руло е традиционно немско, скандинавско и белгийско ястие и е близко до холандското кюфте.

## Международни варианти

### Австрия
Австрийската версия се нарича Faschierter Braten. Рулото се пече обвито в шунка. Често се сервира с картофено пюре (като е топло) или със сос Кумберланд (като е студено).

### Аржентина
В Аржентина се нарича Pan de carne. Обикновено се пълни с шунка, сирене и моркови (или други зеленчуци).

### Белгия
Белгийското месно руло се нарича месен хляб, съответно vleesbrood на нидерландски и pain de viande на френски език. Обикновено се сервира топло с различни сосове, но може да се консумира и студено с хляб.

### България
У нас това е известното Руло „Стефани“. Сходно е с унгарското руло Stefánia (Щефания), с твърдо сварените яйца в средата, но при нас обичайно се добавя и сварен морков и кисела краставица.

### Великобритания
В някои райони на Обединеното кралство има ястие от свинско месо, известно като Haslet, което може да се консумира студено в сандвич или топло.

### Виетнам
Във Виетнам месното руло се нарича giò. То е по-често варено, отколкото печено или пушено. Има много версии, които се различават по използваните съставки.

### Германия
В Германия е известно като Hackbraten, Faschierter Braten или Falscher Hase. В някои райони често има сварени яйца вътре.

### Гърция
Гърците го наричат Ρολό (роло) и обикновено е с плънка от твърдо сварени яйца, но съществуват и други вариации.

### Дания
Датският вариант се нарича forloren hare (фалшив заек) или farsbrød (хляб от кайма) и обикновено се прави от смес от смляно свинско и говеждо месо с ленти или кубчета от бекон отгоре. Сервира се с варени картофи или картофено пюре и кафяв сос, подсладен със сладко от червено френско грозде.

### Еврейска кухня
В еврейската кухня Ешкенази, месното руло се нарича Klops (на иврит: קלופס) и може да се сервира студено или горещо. Понякога се слагат цели варени яйца. Името вероятно произлиза от немското кюфте Klops.

### Куба
Кубинското месно руло се нарича pulpeta („пулпета“). Приготвя се с кайма от говеждо месо (или смес със свинско), шунка и твърдо сварени яйца вътре. Овалва се в панировка и се готви на котлон.

### Ливан
Ливанското kibbeh (говеждо или агнешко месо, смесено с булгур) понякога се прави във формата на хляб и се пече. Прави се и от сурово месо.

### Италия
В Италия се нарича polpettone и може да е пълнено с яйца, шунка, сирене или други съставки.

### Мексико
Мексиканският вариант на месно руло е известен като albondigón. Представлява по-голямо кюфте, от където идва и името му (albóndiga – исп. „кюфте“). Сервира се със сос, понякога също се слага сварено яйце вътре.

### Монголия
Монголският хучмал (khoochmal) се приготвя от мляно месо и се сервира с картофено пюре.

### Полша
В Полша pieczeń rzymska (римско печено) или klops се приготвя от смляно свинско и говеждо месо, лук и чесън и задължително с твърдо сварено яйце вътре.

### Пуерто Рико
В пуерториканската кухня е известно като albondigón. Приготвя се от мляно месо: свинско, говеждо или пуешко; сос Уорчестър, мляко, кетчуп, картофи, червен боб, галета, магданоз; и твърдо сварено яйце в средата.

### Румъния
Румънското ястие drob е подобно на нашето Руло Стефани, като основната разлика е, че то винаги се прави от агнешки карантии или в смес със свинско или телешко месо. Твърдо сварените яйца не са задължителни.

### Северна Македония
Ролат од мелено месо е сходно с руло Стефани. Може да се приготвя със зеленчуци и различни сосове.

### Съединени щати
Американското месно руло (meatloaf) произхожда от скрапъл (смес от смляно свинско месо и царевично брашно, сервирано в Пенсилвания от колонизатори с германски корени). Съвременният вариант се появява в готварските книги в края на 19 век.
По време на Голямата депресия в САЩ, приготвянето на месно руло (meatloaf) е било начин за закърпване на семейния бюджет, използвайки евтино месо и остатъци. Освен подправки са се добавяли различни зърна, хляб или крекери към месото за обем. Тази традиция продължава да живее, но вече с цел намаляване съдържанието на мазнини и подобряване на консистенцията.
Американското месно руло обикновено се сервира с някакъв вид сос, често добавен преди печенето. Много рецепти са с поливка от доматен сос (или кетчуп, горчица, барбекю или гъбен сос, грейви или смес от няколко соса), който образува коричка по време на печене. Друг вариант в същия стил е рулото да се запече предварително намазано с картофено пюре и малко краве масло отгоре. Традиционно се сервира топло, но може да се консумира и студено в сандвич.
В проучване от 2007 г., проведено от Good Housekeeping, meatloaf е седмото любимо ястие на американците.

### Турция
В турската кухня има месно руло със зеленчуци наречено dalyan köfte. Приготвя се от кайма, с плънка от грах, варени моркови и яйца.

### Унгария
Вариантът на унгарски: Stefánia szelet е с 3 твърдо сварени яйца в средата.

### Филипини
Филипинското embutido (различно от испанското embutido, което е сух колбас) е направено от добре овкусенo свинско месо, стафиди, смлени моркови, колбаси и цели варени яйца. Месото се оформя на руло с колбасите и твърдо сварените яйца в средата. След това се увива в алуминиево фолио (в миналото с бананови листа). Готви се на пара, но може и да се пече. Готовото embutido може да се съхранява във фризер. Обикновено се сервира пържено и нарязано за закуска.

### Финландия
Финландското месно руло се нарича lihamureke. То е базирано на основната рецепта за кюфтета. Единствените подправки са сол и пипер, без плънка. Обичайно се сервира с кафяв сос и гарнитура картофено пюре.

### Холандия
Холандската версия се нарича gehaktbrood и може да се яде топло или студено. Сервира се и умалена версия наречена slavink.

### Чехия
В Чехия се нарича sekaná („секана“, от сека, кълцам). Понякога се влагат твърдо сварени яйца, корнишони или винервурст.

### Чили
В Чили е известно като Asado Aleman (немско печено месо). То е основна храна в южната част на страната, особено в райони, които са били повлияни от пристигането на германски заселници през XVIII и XIX век. Най-разпространената рецепта в днешно време се състои от говеждо месо, моркови, колбаси, варени яйца и галета, приготвени на фурна и сервирано обикновено с гарнитура от картофено пюре или ориз.

### Швеция
Шведското месно руло се нарича köttfärslimpa и обикновено се приготвя със смес от смляно свинско и говеждо месо. Сервира се с варени картофи или картофено пюре, кафяв сос и сладко от червена боровинка.

### Южна Африка
Едно от най-популярните ястия в Южна Африка е вид месно руло наречено bobotie. Храните в Южна Африка варират в зависимост от региона и bobotie се смята за ястие от района на Кейптаун, но е толкова популярно в цялата страна, че е считано за отличително за Южна Африка. Това е леко сладко месно руло, подправено с къри, сушени кайсии и бадеми и заливка от разбито яйце с мляко.